# Хмельницкий, Ленор Иванович
Ленор Иванович Хмельницкий (21 апреля 1927, Зиновьевск — 20 апреля 1995, Москва) — советский и российский химик-органик в области гетероциклических соединений, один из основоположников химии высокоэнергетических соединений, доктор химических наук (1964).

## Биография
Ленор Иванович родился в УССР в городе Зиновьевске (ныне Кропивницкий) 21 апреля 1927 года. Между 1931 и 1941 годами семья Хмельницких проживала в портовом городе Николаев, где его отец — Иван Михайлович — работал инженером.
В августе 1941 года их эвакуируют Сарепту, Хмельницкий старший возглавляет местный танковый завод. Через год отца переводят на Нижнетагильский танковый завод. Здесь в 1944 году Ленор Иванович оканчивает школу с золотой медалью, по советам родителей поступает в Челябинский механико-машиностроительный институт. Не проходит и года, как любовь к химии берёт своё и Ленор Иванович поступает в МГУ на химический факультет.
К 1950 году он с отличием оканчивает университет и поступает в аспирантуру при химфаке МГУ. В качестве научного руководителя у Хмельницкого был профессор Юрий Константинович Юрьев, известный специалист в области химии гетероциклических соединений, на тот момент являвшийся заместителем заведующего кафедрой органической химии А. Н. Несмеянова. В 1953 году защищает кандидатскую диссертацию на тему «Каталитическое восстановление сернистого, селенистого и угольного ангидридов, а также нитробензола углеводородами и спиртом в синтезе пятичленных гетероциклов; получение тиофена, селенофена и их гомологов».
По окончании аспирантуры принимает предложение профессора С. С. Новикова о работе в Институте органической химии (ИОХ) им. Н. Д. Зелинского АН СССР в лаборатории органического синтеза, где продолжает исследования в области химии нитросоединений.
В 1957—1958 годах одним из первых молодых советских учёных-химиков на 9 месяцев отправляется проходить стажировку в Бирмингемском университете в Англии, во время которой ему удается познакомиться с современными разработками в области химии таких крупных мировых научных центров как Кембридж, Эдинбург, Бирмингем, Бристоль.
В 1964 году Ленор Иванович защитил докторскую диссертацию по синтезу полинитроароматических соединений и возглавил лабораторию № 19 (азотсодержащих соединений), которой бессменно руководил до конца своих дней.
Через год после защиты докторской, в 1965 году, Хмельницкий на 6 месяцев едет в университет Огайо (США), где проводит исследования в области нитросоединений и параллельно знакомится с ведущими Американскими научными центрами в Балтиморе, Миннеаполисе, Нью-Йорке, Чикаго и многими другими.
В 1968 году на 2 месяца ездил работать в Берлин (ГДР) к профессору Е.Шмитцу для освоения методик синтеза нового на тот момент класса соединений — диазиридинов.

## Научные исследования
Вскоре после начала работы в ИОХе небольшой группе сотрудников под руководством Хмельницкого удаётся синтезировать ряд неописанных полинитроароматических соединений, в число которых входят гексанитрбензол и нонанитромезитилен, методика синтеза которого до сих пор засекречена.
С момента, когда Хмельницкий стал заведующим лабораторией, и при его непосредственном участии была проведена колоссальная работа по изучению химии фуразанов, фуроксанов, диазиридинов, 1,3,5-триазинов и бициклических бисмочевин (ББМ). К 1979 году в клиническую практику внедряется Мебикар (Тетраметилтетраазобициклооктандион) — представитель класса ББМ, впервые синтезированный в лаборатории Ленора Ивановича.
В 1984 году по результатам долгой и упорной систематизации данных по фуроксанам выходит двухтомная монография: «Химия фуроксанов. Строение и синтез» и «Химия фуроксанов. Реакции и применение» . Переработанное Хмельницким второе издание данной монографии вышло в 1996 году, было переведено на китайский в 2014 и на данный момент является одним из самых популярных трудов в своей области.
Является соавтором 168 публикаций в научных журналах, 22 патентов.
Похоронен на Калитниковском кладбище.

## Награды
Орден Трудового Красного Знамени
Орден «Знак почёта»
Медаль «За доблестный труд в ознаменование 100-летия со дня рождения Владимира Ильича Ленина»
Медаль им. Академика Н. С. Курнакова
Юбилейная медаль Института органической химии АН СССР
Знак «Победитель социалистического соревнования 1974 года»
Знак «Ударник одиннадцатой пятилетки»
Лауреат Премии Совета министров СССР

## Семья
Дважды был женат, в первом браке родились двое сыновей. Со второй женой — Валентиной Ивановной Хмельницкой — известной радиожурналисткой, членом Союза журналистов Москвы и России, детей не имели.

## Увлечения
Ленор Иванович имел определённую страсть к иностранным языкам. К моменту выпуска из аспирантуры он свободно владел английским и французским, за время работы в ИОХе также изучил немецкий и итальянский, проявлял интерес к восточным языкам.